# Тим Робинс
Тимоти Франсис Робинс (енгл. Timothy Francis Robbins) амерички је глумац, сценариста, режисер и продуцент, који је рођен 16. октобра 1958. године у Вест Ковини (Калифорнија, САД).

## Биографија
Робинс је рођен у Вест Ковини, од оца Џила Робинса и мајке Мери Бледсоу. Има две сестре Adele и Gabrielle и брата Дејвида. Доселио се у Гринвич Вилиџ са породицом још као мало дете. Почео је у позоришту са 12 година, да би касније учио драму на Stuyvesant High School. Матурирао је 1976. године. Провео је две године на State University of New York at Plattsburgh, а онда се враћа у Калифорнију и студира на UCLA Film School. Дипломирао је 1981. године.
Филмску каријеру почиње са малом улогом у филму Fraternity Vacation, 1985. године. Своју кључну улогу је остварио као "Nuke" LaLoosh у филму Bull Durham, 1988. године. После овог филма прима добре критике као и за филм The Player, 1992. године. Те исте године дебитује као режисер и сценариста са филмом Bob Roberts. После тога игра са Морганом Фриманом у филму Бекство из Шошенка, који је базиран на краткој причи Стивена Кинга. Касније је написао сценарио и режирао филм Dead Man Walking у коме играју Шон Пен и Сузан Сарандон. Робинс је за овај филм номинован за Оскара као најбољи режисер.

## Приватни живот
Робинс живи у Лос Анђелесу са глумицом Сузан Сарандон, коју је упознао на снимању филма Bull Durham, 1988. године. Имају два сина, Џека Хенрија (рођен 1989.) и Мајлса Гатрија (рођен 1992).

## Награде

### Освојене награде
- Оскар — Најбољи споредни глумац у филму Мистична река, 2003. године.
- Златни глобус (мјузикл или комедија) — Најбољи главни глумац у филму The Player, 1993. године.
- Златни глобус — Најбољи споредни глумац у филму Мистична река, 2004. године.

### Номинације
- Оскар — Номинација за најбољег режисера у филму Dead Man Walking, 1995. године.

## Филмографија
| Улоге Тима Робинса |                            |                   |                            |          |
| Година             | Српски назив               | Изворни назив     | Улога                      | Напомена |
| 1985.              |                            |                   | Larry "Mother" Tucker      |          |
| 1985.              |                            |                   | Gary Cooper                |          |
| 1986.              |                            |                   | Phil Blumburtt             |          |
| 1986.              | Топ ган                    |                   | Lt. Sam 'Merlin' Wells     |          |
| 1988.              |                            |                   | Josh Tager                 |          |
| 1988.              |                            |                   | Ebby Calvin 'Nuke' LaLoosh |          |
| 1988.              | Пет углова                 |                   | Harry                      |          |
| 1989.              |                            |                   | Erik                       |          |
| 1989.              |                            |                   | Delmount                   |          |
| 1990.              | Џејкобова лествица кошмара |                   | Џејкоб Сингер              |          |
| 1990.              |                            |                   | Larry                      |          |
| 1991.              | Љубавна грозница           |                   | Џери                       |          |
| 1992.              |                            |                   | Bob Roberts                |          |
| 1992.              |                            |                   | Griffin Mill               |          |
| 1993.              |                            |                   | Gene Shepard               |          |
| 1994.              |                            |                   | Ed Walters                 |          |
| 1994.              |                            |                   | Joe Flynne                 |          |
| 1994.              | Бекство из Шошенка         |                   | Andy Dufresne              |          |
| 1994.              | Велики скок                |                   | Norville Barnes            |          |
| 1995.              |                            |                   |                            |          |
| 1997.              |                            |                   | Nick Beam                  |          |
| 1999.              |                            |                   | The President              |          |
| 1999.              |                            |                   |                            |          |
| 1999.              |                            |                   | Oliver Lang                |          |
| 2000.              |                            |                   | Woodrow 'Woody' Blake      |          |
| 2000.              |                            |                   | Ian 'Ray' Raymond          |          |
| 2001.              |                            |                   | Gary Winston               |          |
| 2002.              |                            |                   | Dr. Nathan Bronfman        |          |
| 2002.              |                            |                   | Lewis Bartholomew          |          |
| 2003.              | Мистична река              |                   | Dave Boyle                 |          |
| 2003.              |                            |                   | William Geld               |          |
| 2004.              | Спикер                     |                   | Public News Anchor         |          |
| 2005.              |                            |                   | Josef                      |          |
| 2005.              | Затура: Свемирска авантура |                   | Dad                        |          |
| 2005.              | Рат светова                | War of the Worlds | Harlan Oglivy              |          |
| 2006.              |                            |                   | The Stranger               |          |
| 2006.              |                            |                   | Col. Nic Vos               |          |

## Занимљивости
- Робинс је висок 195 cm (6' 5"), што је мало необично за глумца.
- Велики је фан бејзбола и хокеја, а навија за New York Mets и New York Rangers чије утакмице радо посећује.
- Велики је противник Џорџа В. Буша и рата у Ираку.

### Познати глумци са којима је сарађивао
- Том Круз (Рат светова)
- Шон Пен (Мистична река, Dead Man Walking)
- Мартин Лоренс (Nothing to Lose)
- Морган Фриман (Бекство из Шошенка)
- Џон Кјузак (Cradle Will Rock)
- Мег Рајан (I.Q.)
- Софија Лорен (Prêt-à-Porter)
- Ким Бејсингер (Prêt-à-Porter)
- Џулија Робертс (Prêt-à-Porter)